# Ole Petter Pollen
Ole Petter Pollen (Rygge, 16 de setembro de 1966) é um velejador norueguês, medalhista olímpico. Ele competiu nos Jogos Olímpicos de Verão de 1988 na classe Flying Dutchman e conquistou a medalha de bronze, ao lado de Erik Bjørkum.
Pollen e Bjørkum ganharam uma medalha de prata no Campeonato Europeu de 1988 e uma medalha de bronze no Campeonato Mundial Flying Dutchman de 1989.